# Mszana Dolna (gemeente)
De gemeente Mszana Dolna is een landgemeente in het Poolse woiwodschap Klein-Polen, in powiat Limanowski.
De zetel van de gemeente is in Mszana Dolna.
Op 30 juni 2004 telde de gemeente 16 358 inwoners.

## Oppervlakte gegevens
In 2002 bedroeg de totale oppervlakte van gemeente Mszana Dolna 169,83 km², waarvan:
- agrarisch gebied: 50%
- bossen: 45%

De gemeente beslaat 17,84% van de totale oppervlakte van de powiat.

## Demografie
Stand op 30 juni 2004:
| Omschrijving                   | Totaal | Totaal | Vrouwen | Vrouwen | Mannen | Mannen |
| ------------------------------ | ------ | ------ | ------- | ------- | ------ | ------ |
| eenheid                        | aantal | %      | aantal  | %       | aantal | %      |
| inwoners                       | 16 358 | 100    | 7954    | 48,6    | 8404   | 51,4   |
| bevolkingsdichtheid (inw./km²) | 96,3   | 96,3   | 46,8    | 46,8    | 49,5   | 49,5   |

In 2002 bedroeg het gemiddelde inkomen per inwoner 1215,54 zł.

## Plaatsen
Glisne, Kasinka Mała, Kasina Wielka, Lubomierz, Łętowe, Łostówka, Mszana Górna, Olszówka, Raba Niżna.

## Aangrenzende gemeenten
Dobra, Kamienica, Lubień, Mszana Dolna, Niedźwiedź, Pcim, Rabka-Zdrój, Wiśniowa